# Иван Семьонович Унковски
Иван Семьонович Унковски (на руски: Иван Семёнович Унковский) е руски изследовател, адмирал, мореплавател, ярославски военен и граждански губернатор (1861 – 1877).

## Биография
Роден е на 29 март 1822 година в село Колишево, Калужка губерния, в семейство на запасен флотски капитан-лейтенант. През 1835 е зачислен в Морския кадетски корпус и го завършва през 1839. След завършване на корпуса е преведен в 8-и Балтийски флотски екипаж със звание мичман.
През пролетта на 1841 по желание на баща си е преведен в Черноморския флот в град Николаев. От април 1842 Унковски е назначен за адютант на командващия флота адмирал Михаил Лазарев. През 1843 – 1844 посещава множество средиземноморски пристанища и събира разузнавателни сведения за състоянието на чуждестранните военни флоти и политическата обстановка на Балканите. През пролетта на 1845 е произведен в звание лейтенант и същата година за отлично носене на флотската служба е награден с орден Света Ана 3-та степен.
През 1846 Унковски е назначен за капитан на яхтата „Орианда“ и е неин командир през следващите три години като плава по река Южен Буг и в Днестровския лиман. През август 1848 е произведен в капитан-лейтенант.
През 1849 става капитан на брига „Еней“, с който патрулира покрай черноморските брегове на Грузия, а през 1850 – 1851 извършва плаване в Средиземно море. През есента на 1851 е назначен за флигел-адютант на императора и преведен в Балтийския флот.
През 1852 – 1855 към Япония със секретна дипломатическа мисия се отправя ескадрата на адмирал Ефим Василиевич Путятин, като флагманския кораб – фрегатата „Палада“ се командва от капитан-лейтенант Иван Унковски.
По време на крайцеруването в Японско море през пролетта на 1854 Унковски изследва и картира източното крайбрежие на Корея на север от 35º с.ш. и част от руското крайбрежие до 42º 30` с.ш. на протежение около 1500 км. Открива залива Посет (42º 30` с.ш.), о-вите Римски-Корсаков (42º 40` с.ш., в залива Петър Велики) и залива Олга (43º 40` с.ш.).
Умира на 11 август 1886 година в Москва на 64-годишна възраст.

## Памет
Неговото име носят:
- залив Унковски (Йонилман), на Японско море, на източното крайбрежие на Корея;
- остров Унковски (76°48′ с. ш. 96°22′ и. д. / 76.8° с. ш. 96.366667° и. д.), в Карско море, архипелага Нординшелд.